# Флёрио-Леско, Жан-Батист
Жан-Батист Флёрио-Леско (фр. Jean-Baptiste Fleuriot-Lescot; 1761, Брюссель — 28 июля 1794, Париж) — бельгийский архитектор, скульптор и революционер. Был мэром Парижа в течение 2 месяцев и 18 дней в 1794 году.
Флёрио-Леско был сторонником Максимилиана Робеспьера и остался с ним в ночь 27 июля 1794 года (9 термидора, II года), когда Робеспьер был свергнут и арестован. Он, Робеспьер, Луи де Сен-Жюст, Жорж Кутон и другие их сторонники были казнены на гильотине на следующий день.
После этих событий должность мэра Парижа была упразднена, за исключением двух коротких периодов в 1848 году, после свержения Луи-Филиппа I, и в 1870—1871 годах, после свержения Наполеона III, и была восстановлена в 1977.